# Медаль Освобождения Клайпеды
Медаль Освобождения Клайпеды (лит. Klaipėdos išvadavimo medalis) — награда Верховного комитета спасения Малой Литвы. Учреждена в 1923 году и предназначалась для награждения литовских и иностранных граждан за участие в Мемельском (Клайпедском) восстании 10—15 января 1923 года.
| Лицевая сторона | Оборотная сторона |
| --------------- | ----------------- |
|                 |                   |
|                 |                   |